# Confederatie
Een confederatie of statenbond is een samenwerkingsverband van verschillende onafhankelijke soevereine staten, dat door het maken van onderlinge afspraken tot stand is gekomen. Aanleiding is gewoonlijk het bestaan van een gezamenlijk belang op een of meer beleidsterreinen zoals verdediging, handel, het doorvoeren van (staatkundige) hervormingen of uitbreiding van macht. De afspraken kunnen zijn vastgelegd in een verdrag maar dat hoeft niet. Vanaf de twintigste eeuw zijn er niet veel voorbeelden, het losse statenverband tussen Servische Republiek en de Federatie van Bosnië en Herzegovina wordt wel gezien als een confederatie.
Twee andere vormen van samenwerken zijn een alliantie en een federatie. Hoewel de woorden confederatie en federatie dezelfde oorsprong hebben, groeiden de betekenissen ervan uit elkaar en in conflicten konden aanhangers van de verschillende vormen tegenover komen te staan:
- Tijdens de Zwitserse Sonderbund-oorlog streed de conservatieve Sonderbund tegen de liberalen die de losse confederatie wilden omvormen tot een federale staat.
- In de Amerikaanse Burgeroorlog vochten de Geconfedereerde Staten van Amerika tegen de federale Verenigde Staten.

In de term confederatie kwam de nadruk meer te liggen op autonomie.

## Besluitvorming
Besluitvorming geschiedt volgens de regels die zijn afgesproken in het oprichtingsverdrag. In de meeste gevallen gebeurt het door middel van consensus. In bijvoorbeeld Zwitserland is er het gebruik beslissingen te laten afhangen van referenda, waarbij dus het volk de beslissende stem heeft.